# Ullrich Mies
Ullrich Mies (* 1951) ist ein deutscher Aktivist und Sachbuchautor.

## Leben
Mies studierte Sozial- und Politikwissenschaften sowie Internationale Politik in Duisburg und Kingston (Jamaika). Ab 1984 war er zehn Jahre im höheren Dienst einer deutschen Bundesbehörde tätig. Seit 1995 ist er selbstständiger Unternehmer in den Niederlanden und lebt dort sowie in Frankreich. Er ist Politaktivist und engagierte sich 2000 bis 2009 bei attac sowie seit 2010 in der Antikriegsbewegung.

## Werk
Mies ist Autor und Herausgeber von Büchern und Verfasser von Beiträgen für verschwörungstheoretische Onlinemedien wie Neue Rheinische Zeitung Online, Manova (ehemals Rubikon) und Apolut (ehemals KenFM).

## Positionen
Als Kriegsdienstverweigerer interessierte sich Mies bereits während seines Studiums für die kritische Friedensforschung. Seine zentralen Arbeitsgebiete sind unter anderem Kapitalismuskritik, Demokratiezerfall, „Eliten“-Kritik, Antimilitarismus und der neue Totalitarismus im Weltmaßstab.
In einem Beitrag für Rubikon bezeichnete Mies die Demokratie in westlichen Staaten 2022 als bereits „abgeschafft“. Eine globale Elite verfolge die Errichtung eines zentralisierten „Superstaat[s]“. Die Covid-19-Pandemie sei eine „Fake-Operation“ der „Globalisten“, die wie frühere Epidemien zur Bevölkerungsreduktion und Etablierung eines neuen Wirtschaftsmodells dienen solle. Er ist Befürworter einer Querfront-Strategie.
Die Germanistin Carolin Amlinger bezeichnet Mies als „verschwörungstheoretischen Autor“ und nennt seine in der Zeitschrift Demokratischer Widerstand formulierte Aussage, eine „transnational operierende Oligarchenkaste“ habe die „Herrschaft in den westlichen ‚Demokratien‘ übernommen“, im Sinne des strukturellen Antisemitismus als „stärker mit antisemitischen Vorurteilen gegenüber der politischen Funktionselite durchzogen“.

## Publikationen (Auswahl)

### Monografien
- Destabilisierungsfaktoren des gegenwärtigen Abschreckungssystems: Die Implikationen der 1974er Modifikation der US-Nuklearstrategie für die globalstrategische Stabilität. Haag + Herchen, Frankfurt am Main 1979, ISBN 3-88129-192-X.
- Die Pentagon-Zeitbombe: Die USA zwischen Budget-Kollaps und imperialer Überdehnung. In: International. Die Zeitschrift für internationale Politik. International, Wien, 2017, 4, S. 5–10.
- Das 1x1 des Staatsterrors: Der neue Faschismus, der keiner sein will. klarsicht, Hamburg 2023, ISBN 978-3-9858424-7-6.

### Herausgeberschaften
- Zusammen mit Peter Körner, Hans-Peter Schneider: Interview mit Michael Manley, ehem. Premier-Minister von Jamaica (= Duisburger Materialien zur Politik- und Verwaltungswissenschaft. Band 6). Universität, Duisburg 1983.
- Zusammen mit Jens Wernicke: Fassadendemokratie und Tiefer Staat: Auf dem Weg in ein autoritäres Zeitalter. Promedia, Wien 2017, ISBN 978-3-85371-425-6.
- Der tiefe Staat schlägt zu: Wie die westliche Welt Krisen erzeugt und Kriege vorbereitet. Promedia, Wien 2019, ISBN 978-3-85371-449-2.
- Mega-Manipulation: Ideologische Konditionierung in der Fassadendemokratie. Westend, Frankfurt/Main 2020, ISBN 978-3-86489-285-1.
- Schöne Neue Welt 2030: Vom Fall der Demokratie und dem Aufstieg einer totalitären Ordnung. Promedia, Wien 2021, ISBN 978-3-85371-491-1. Bulgarische Übersetzung: Velikoto zanuljavane svetăt na 2030 g (= Katechon. Band 14). Iztok-Zapad, Sofia 2022, ISBN 978-619-01-1026-2.
- Auswandern oder Standhalten: Politisches Exil oder Widerstand? Stichting de Blauwe Tijger, Groningen 2023, ISBN 978-94-93262-19-5.

### Aufsätze
- Die Pentagon-Zeitbombe: Die USA zwischen Budget-Kollaps und imperialer Überdehnung. In: International: Zeitschrift für internationale Politik, Heft 4, 2017, S. 5–10.
- Planetarer Supergau. In: Jens Wernicke, Dirk Pohlmann (Hrsg.): Die Öko-Katastrophe: Den Planeten zu retten, heißt die herrschenden Eliten zu stürzen. Rubikon-Betriebsgesellschaft, Mainz 2019, ISBN 978-3-96789-000-6, S. 263–275.